# Konventionelle Kriegführung
Konventionelle Kriegsführung ist eine Einsatzdoktrin im Kriegsfall, bei der auf künstlich hergestellte Massenvernichtungswaffen verzichtet wird. Bis zur Erfindung des Giftgases waren alle Kriege konventionell, obwohl bereits im Mittelalter verwesende Kadaver in die Stellungen des Feindes geworfen und Brunnen vergiftet wurden, um Krankheiten auszulösen.

## Konventionelle Kriegsführung zwischen 1945 und 1990
Nach dem Einsatz der ersten Atombomben gegen Japan am Ende des Zweiten Weltkriegs wurde es notwendig, zwischen konventioneller und atomarer oder nuklearer Kriegsführung zu unterscheiden. Konventionelle Kriegsführung meint den Einsatz von Waffen bzw. Munition, die ausschließlich nach dem Prinzip des von Treibmitteln beschleunigten Geschosses bzw. der Wirkung von Sprengsätzen funktionieren. Die Wirkung darf dabei nicht durch atomare, biologische oder chemische Kampfstoffe bedingt bzw. verstärkt sein (sog. ABC- oder Massenvernichtungswaffen).
Der Begriff der konventionellen Kriegsführung besitzt auch einen taktisch-strategischen Aspekt. In diesem Zusammenhang bedeutet er den klassischen Einsatz militärischer Großverbände, die verschiedenen Waffengattungen (Panzer, Artillerie, Infanterie) und Teilstreitkräften (Heer, Luftwaffe, Marine) angehören. Ihr Ziel ist die Vernichtung der Kampfkraft des Gegners unter größtmöglicher Schonung nicht-militärischer Personen und Sachwerte.

## Moderne Aspekte der konventionellen Kriegsführung
Mit dem Ende des Kalten Krieges und des nuklearen Wettrüstens zwischen der Sowjetunion und den USA ist die Gefahr eines weltweiten nuklearen Krieges gesunken. Allerdings existieren Überlegungen zur Entwicklung kleinerer Nuklearsprengköpfe, um z. B. Bunkeranlagen zu bekämpfen, was die Gefahr einer niedrigeren Einsatzschwelle solcher Waffensysteme mit sich brächte.
Seit den Anschlägen vom 11. September 2001 und dem Ausbruch eines globalen Krieges gegen den Terrorismus ist die Asymmetrische Kriegführung als Antithese zur konventionellen wieder in den Vordergrund getreten. Die Gegnerschaft nicht militärisch organisierter bewaffneter Gruppen, die nicht zwischen Militär- und Zivilpersonen unterscheiden (Terroristen), bedeutet eine Herausforderung für mit schwerem Gerät ausgerüstete und in Großverbänden agierende Armeen, die in erster Linie zur Zerschlagung ähnlich organisierter Gegner ausgelegt sind (Asymmetrie). Die verdeckte, bzw. unkonventionelle Kriegsführung meint in diesem Zusammenhang den Einsatz kleiner Kommandotrupps, die in geringer Zahl und oft von der Öffentlichkeit unbemerkt am Gegner operieren (in feindlich kontrolliertem Territorium). Meist stehen sie in enger Verbindung mit Geheimdienstaktionen oder versuchen, Einheimische auf ihre Seite zu ziehen. Dies steht damit im Gegensatz zur oben geschilderten taktisch konventionellen Kriegführung.
In mehreren Staaten spielt Uranmunition eine Rolle in der taktischen Kriegsführung. Hier wird Nuklearmaterial aus ballistischen Gründen verwendet.